# Nemophila menziesii
Nemophila menziesii, ở Mỹ còn thường được gọi là baby blue eyes (mắt trẻ xanh), là một loại thảo mộc hàng năm, có nguồn gốc ở miền tây Bắc Mỹ.
Cây có nguồn gốc từ California, Baja California và Oregon.
Nó phát triển hầu như khắp California ở độ cao từ mực nước biển lên tới gần 6.500 feet (2.000 m). Nó phát triển ở nhiều loại môi trường sống, bao gồm đồng cỏ thung lũng và các vùng đồi núi.

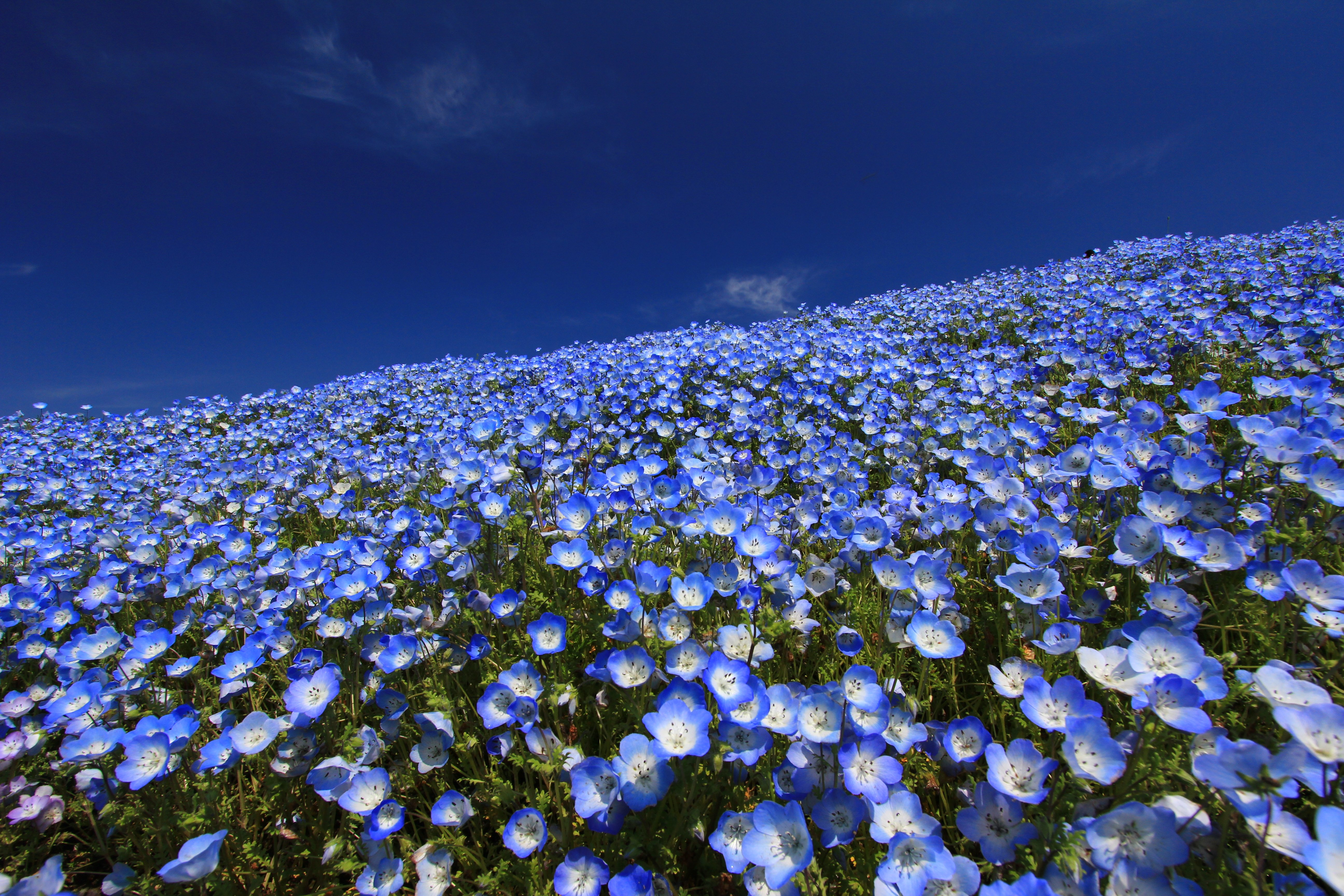
Thảm hoa tại công viên Hitachi vào tháng 4
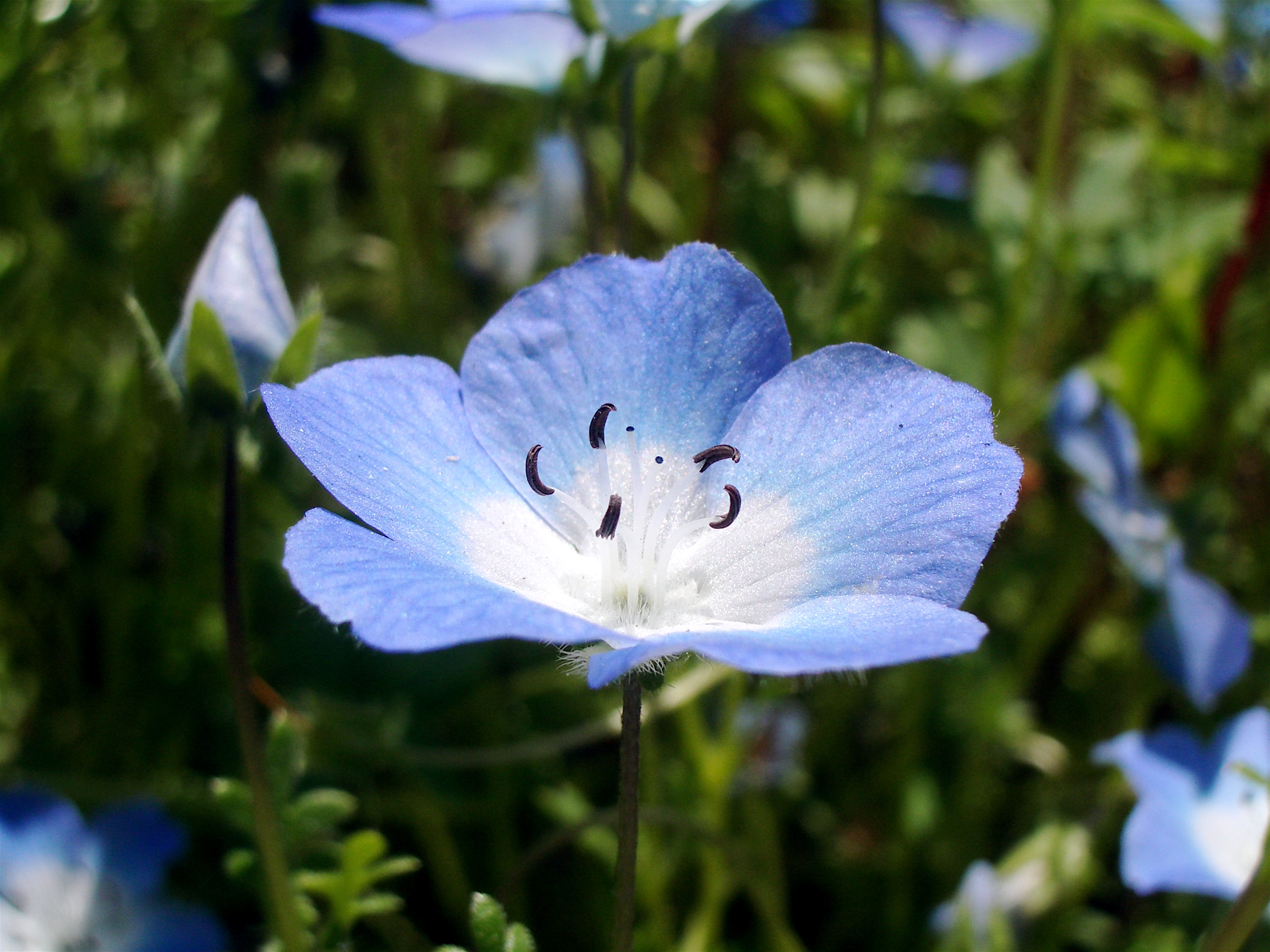
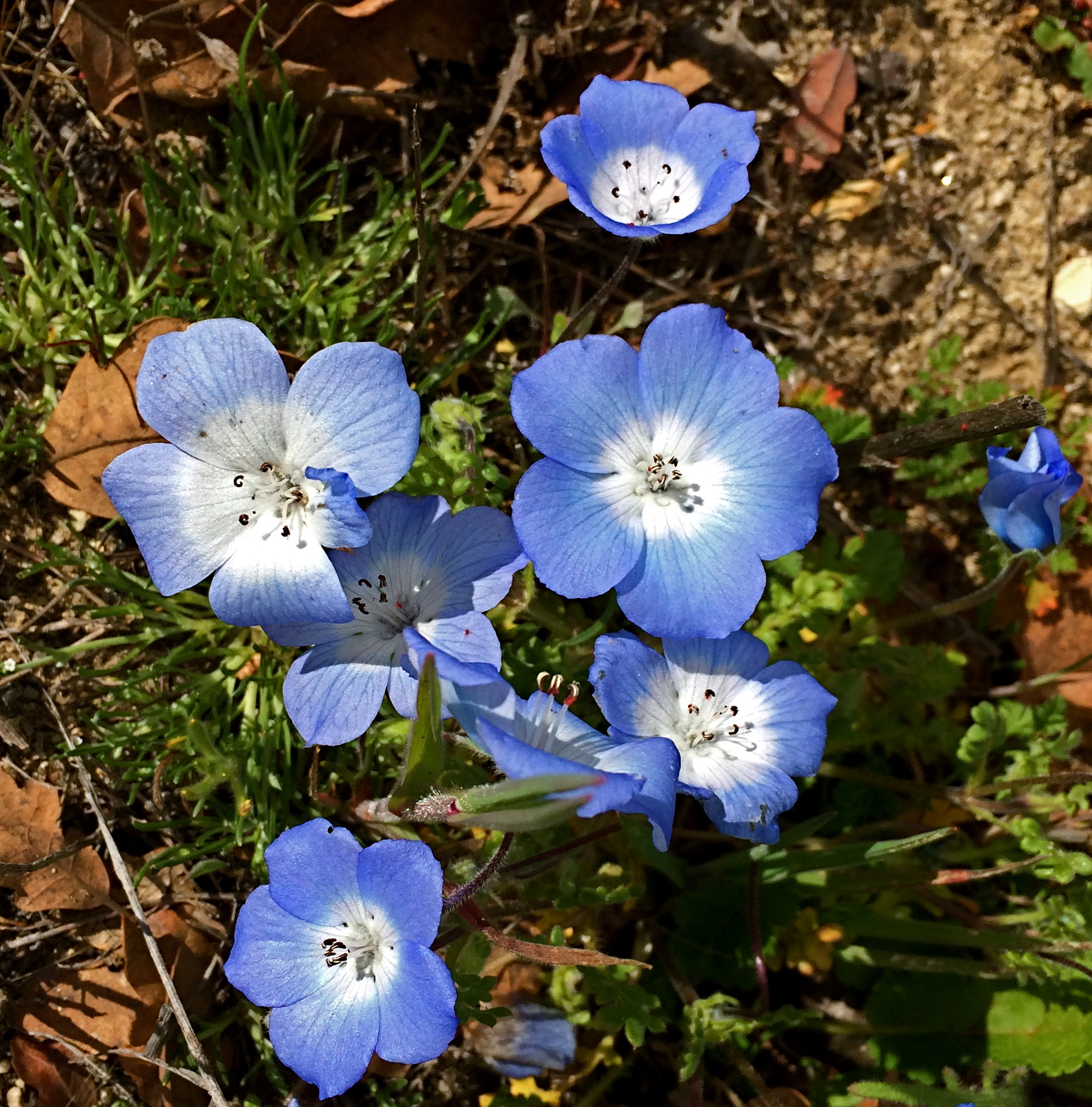
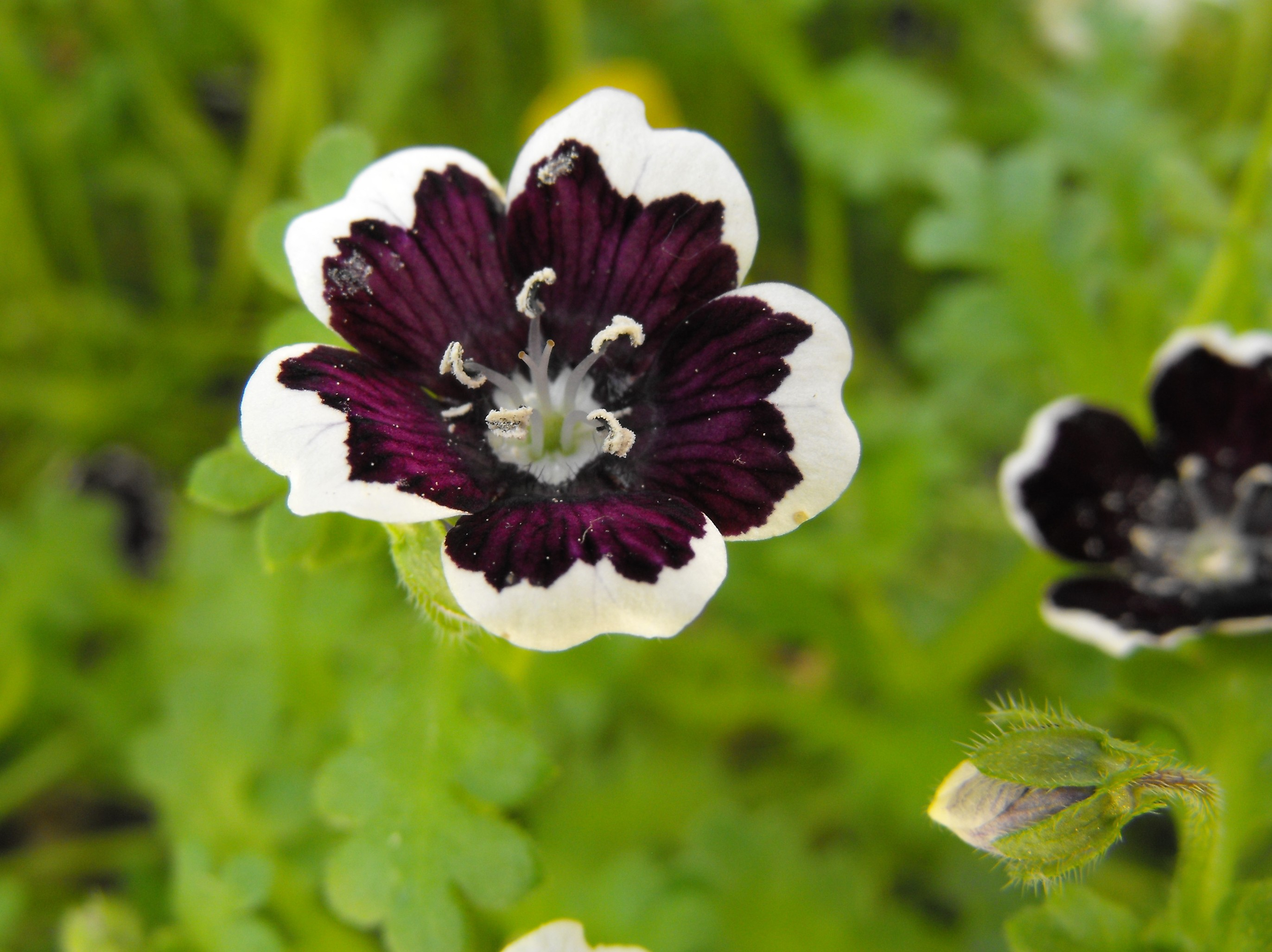
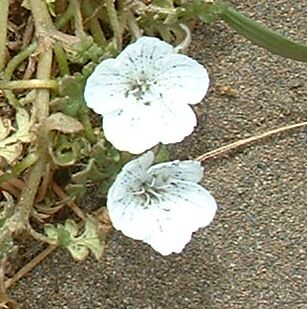
Nemophila menziesii var. atomaria
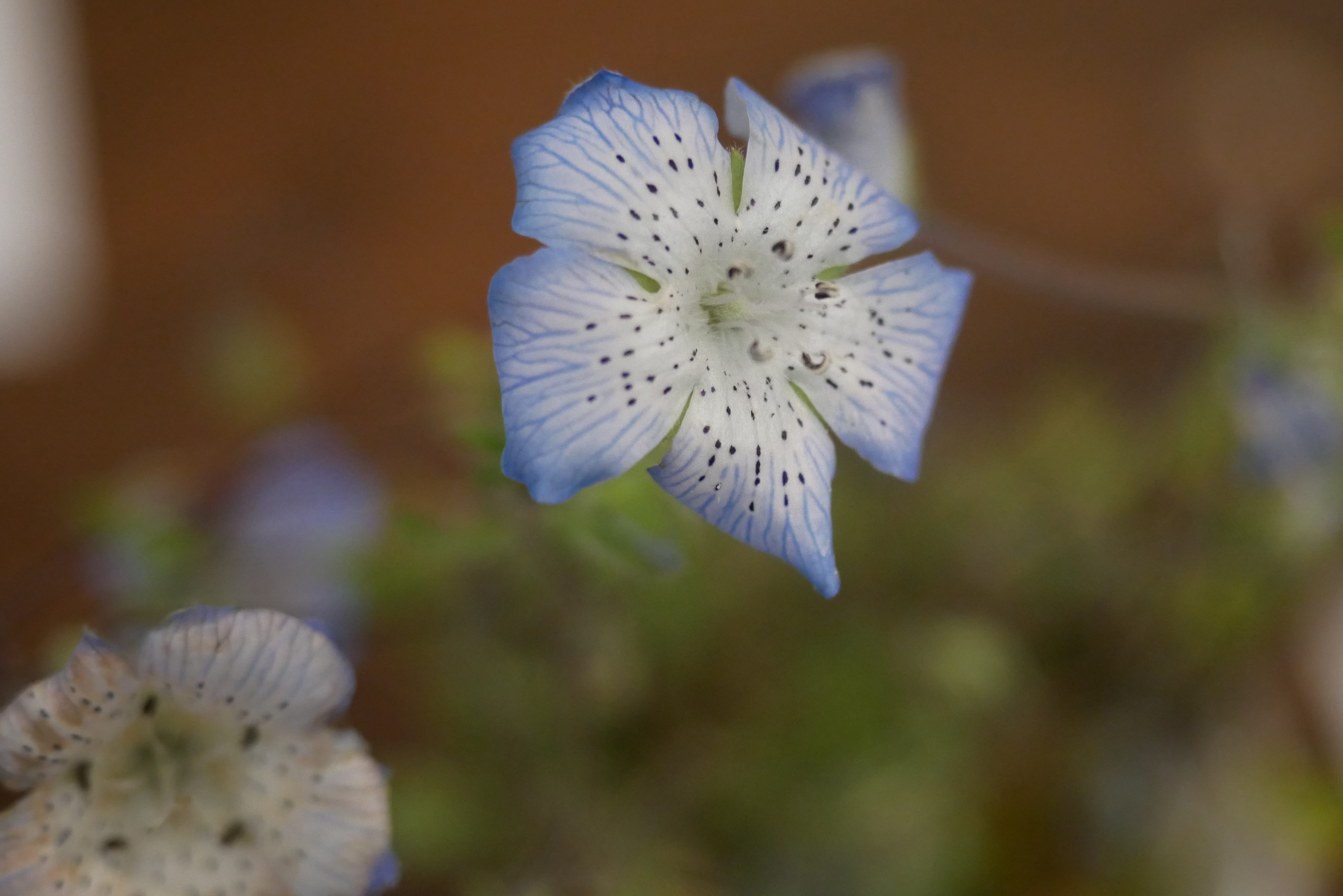
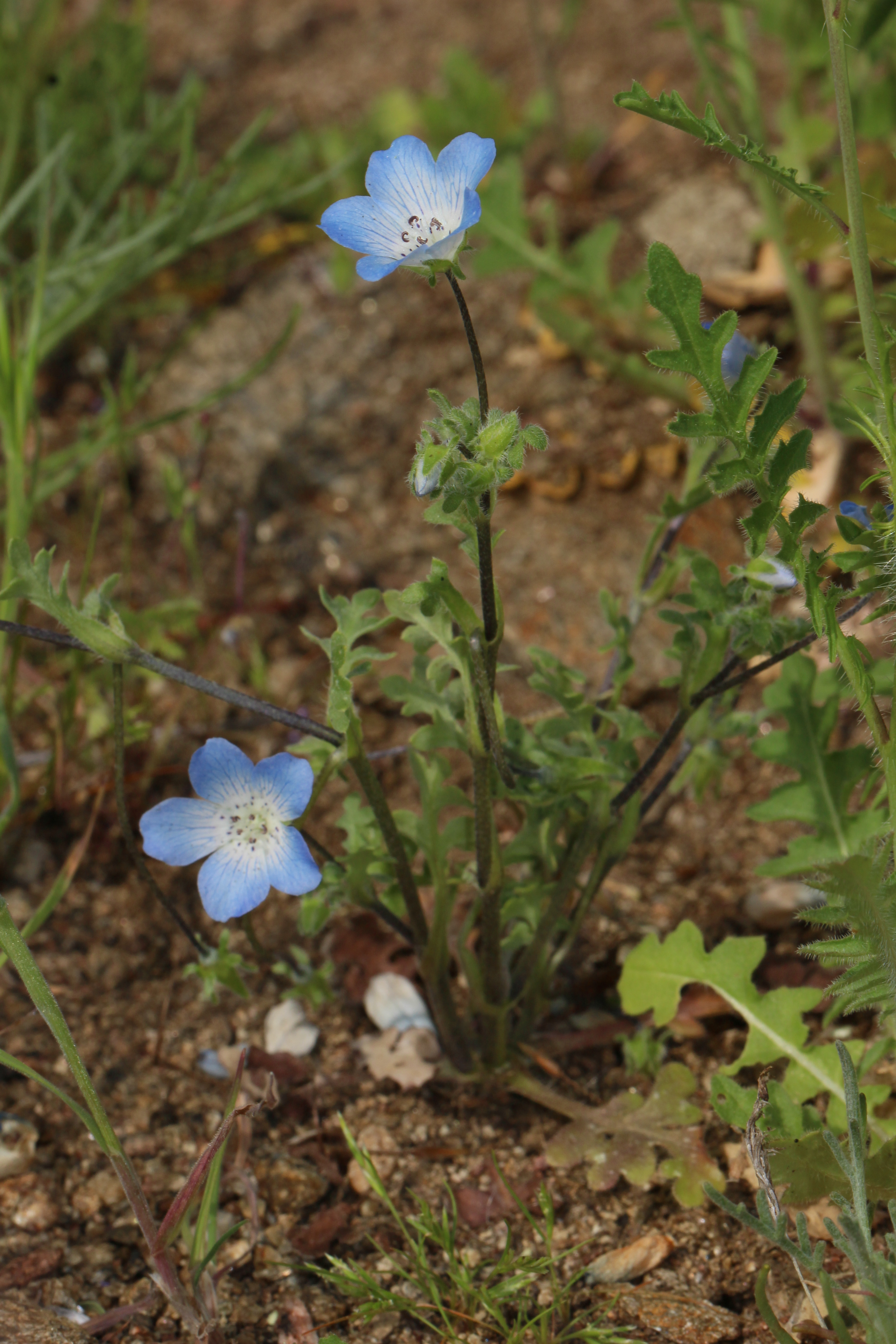